# Roman Anatolevich Pavlyuchenko
Roman Anatolevich Pavlyuchenko (tiếng Nga: Роман Анатольевич Павлюченко) (sinh ngày 15 tháng 12 năm 1981 tại Stavropol) là một cựu cầu thủ bóng đá chuyên nghiệp người Nga thi đấu ở vị trí tiền đạo.

## Sự nghiệp

### Câu lạc bộ
Pavlyuchenko chơi cho Dynamo Stavropol năm 1999. Anh chuyển qua Rotor Volgograd năm 2000 nơi anh đã chơi bóng cho câu lạc bộ này ba năm.

### Spartak Moskva
Pavlyuchenko chuyển đến Spartak Moskva vào mùa xuân năm 2003. Kể từ đó, Pavlyuchenko trở thành người ghi bàn nhiều nhất cho câu lạc bộ, ghi được 67 bàn trong 130 trận đấu. Khả năng ghi bàn của anh, và lòng trung thành với "rhombik" (từ tượng trưng cho câu lạc bộ) khiến anh rất được cổ động viên câu lạc bộ yêu mến.

### Tottenham Hostpur

#### 2008-09
Ngày 27 tháng 8 năm 2008, Tottenham đã bất ngờ hoàn tất bản hợp đồng chuyển nhượng Pavlyuchenko từ Spartak Moskva với phí chuyển nhượng 12 triệu bảng. Anh được dự đoán sẽ là nguồn bổ sung đáng kể trên hàng công của Hotspur.
Tại Tottenham, Pavlyuchenko mang chiếc áo số 9 của tiền đạo Dimitar Berbatov để lại sau khi anh này chuyển đến thi đấu cho Manchester United. Anh có trận đấu đầu tiên cho Tottenham Hotspur là trong trận gặp Aston Villa ngày 15 tháng 9 2008 và có bàn thắng đầu tiên vào ngày 24 tháng 9 trong trận thắng 2–1 trước Newcastle United tại League Cup.
Đầu tháng 10, Pavlyuchenko phải nghỉ thi đấu ba tuần do vướng chấn thương mắt cá chân. Anh có bàn thắng đầu tiên tại Premier League cho Tottenham Hotspur là trong trận thắng Bolton Wanderers 2-0 ngày 26 tháng 10 năm 2008, và vào ngày 24 tháng 11, anh ghi bàn thắng quyết định giúp Tottenham Hotspur giành trọn 3 điểm trước Blackburn Rovers. Tại Cúp FA vòng 3, Pavlyuchenko ghi 2 bàn thắng và được bầu chọn là cầu thủ xuất sắc nhất trong trận thắng Wigan 3-1. Tại trận bán kết League Cup gặp Burnley, anh đã ghi bàn thắng trong hiệp phụ ở phút 118 để cuối cùng đưa Tottenham Hotspur lọt vào trận chung kết gặp Manchester United. Ngày 25 tháng 1 năm 2009, trong trận gặp Manchester United tại vòng 4 FA Cúp, Pavlyuchenko cũng ghi bàn mở tỉ số từ phút thứ 5 nhưng sau đó Tottenham Hotspur đã để thua ngược 2-1.
Tuy nhiên, mức độ hiệu quả trong thi đấu và rào cản ngôn ngữ đã khiến cho tương lai của Pavlyuchenko tại Tottenham Hotspur không được chắc chắn. Nhiều tin đồn cho rằng anh sẽ ra đi trong kì chuyển nhượng mùa đông và điểm đến có thể là CSKA Moskva hay thậm chí là cả Real Madrid. Mặc dù vậy, huấn luyện viên Harry Redknapp đã tuyên bố sẽ không bán Pavlyuchenko và kết thúc kì chuyển nhượng mùa đông, anh vẫn tiếp tục ở lại Tottenham Hotspur. Mùa giải 2008-2009, Pavlyuchenko ghi được 4 bàn thắng trong 28 lần ra sân cho Tottenham Hotspur.

#### 2009-10
Pavlyuchenko có được bàn thắng đầu tiên trong mùa giải 2009-10 khi ghi bàn ấn định chiến thắng 5-1 trước Doncaster Rovers ở phút 69 tại vòng 2 Carling Cup. Tuy nhiên suốt giai đoạn sau đó, Roman thường xuyên phải ngồi trên băng ghế dự bị và trận đấu duy nhất tại Giải Ngoại hạng mà anh đá chính và chơi hết cả trận là trận gặp Everton. Ngày 24 tháng 1 năm 2010, anh ghi được một trong những bàn thắng hiếm hoi cho Tottenham trong trận gặp Leeds United tại vòng 4 Cúp FA 2010. Tuy nhiên, huấn luyện viên Redknapp không động viên Pavlyuchenko mà còn chỉ trích về tinh thần thi đấu của anh:"Cậu ấy không di chuyển nhiều khiến các đồng đội xung quanh không thể tìm ra được khoảng trống. Chẳng đội bóng nào có được kết quả khả quan nếu như có những tiền đạo như vậy."
Không được thi đấu thường xuyên, Pavlyuchenko nhận được nhiều lời đề nghị mua anh từ AS Roma, câu lạc bộ cũ Spartak Moskva, Zenit Saint Petersburg, Galatasaray trong đó câu lạc bộ Birmingham City đã ra giá anh 8 triệu Bảng nhưng không được Tottenham chấp thuận. Ngày 20 tháng 2, trong trận đấu với Wigan Athletic tại Giải ngoại hạng, Pavlyuchenko vào sân từ băng ghế dự bị đã lập được cú đúp ở các phút 84 và 90 mang về chiến thắng 3-0 cho Tottenham, qua đó đưa họ trở lại với vị trí thứ 4 trên bảng xếp hạng. 4 ngày sau, tại trận đá lại vòng 5 cúp FA với Bolton Wanderers, anh tiếp tục duy trì phong độ cao với cú đúp trong thắng lợi 4-0. Bàn ấn định tỉ số trong trận này cũng là bàn thắng thứ 13 của Pavlyuchenko sau đúng 13 trận ở giải đấu cúp. Huấn luyện viên Harry Redknapp đã ngợi khen nỗ lực tập luyện của Pavlyuchenko và hứa sẽ tiếp tục cho anh có mặt trong đội hình chính thức. Ngày 28 tháng 2, anh tiếp tục chuỗi ghi bàn ấn tượng bằng bàn mở tỉ số trong trận thắng Everton 2-1, qua đó giúp Tottenham tiếp tục giữ vững vị trí thứ 4.
Ngày 13 tháng 3, Pavlyuchenko lập cú đúp thứ 3 trong vòng ba tuần vào lưới Blackburn Rovers, đồng thời nâng tổng số bàn thắng của anh lên 8 bàn sau 6 trận gần nhất cho Tottenham. Sau đó gần 2 tuần, anh ghi bàn trong chiến thắng 3-1 của Tottenham trước Fulham tại tứ kết cúp FA, giúp Tottenham lọt vào bán kết.

#### 2010-11
Pavlyuchenko có được bàn thắng đầu tiên ở mùa giải mới khi rút ngắn tỉ số trận đấu với BSC Young Boys của Thuỵ Sĩ xuống còn 2-3 trong trận đấu lượt đi vòng play-off UEFA Champions League 2010-11. Bàn thắng đầu tiên của anh tại Premier League 2010-11 đến trong chiến thắng 3-1 trước Wolverhampton Wanderers ngày 18 tháng 9.
Ngày 30 tháng 9, Pavlyuchenko đã lập cú đúp đều bằng những quả phạt đền giúp Tottenham đánh bại FC Twente của Hà Lan 4-1 trong lượt trận thứ 2 vòng bảng UEFA Champions League.

### Đội tuyển quốc gia
Năm 2005, Pavlyuchenko lần đầu tiên được gọi vào Đội tuyển bóng đá quốc gia Nga. Tại vòng loại Euro 2008, trong trận gặp đội tuyển Anh, anh đã ghi cả hai bàn thắng giúp Nga giành chiến thắng 2-1 và đứng nhì bảng chung cuộc để có mặt tại Euro 2008.
Trong trận đấu đầu tiên của tuyển Nga tại Euro 2008 gặp Tây Ban Nha vào ngày 10 tháng 6, Pavlyuchenko đã ghi bàn thắng rút ngắn tỉ số còn 3-1 nhưng cuối cùng Nga đã thua Tây Ban Nha 4-1. Còn trong trận đấu thứ 2 gặp Hy Lạp vào ngày 15 tháng 6, mặc dù bị chấn thương trước trận đấu nhưng Pavlyuchenko đã thi đấu tốt và được bầu chọn là cầu thủ xuất sắc nhất trận đấu tuy không ghi được bàn thắng. Trong trận quyết định gặp Thụy Điển, anh ghi bàn mở tỉ số và chung cuộc Nga thắng 2-0 giành quyền vào tứ kết gặp Hà Lan.
Tại trận tứ kết với Cơn lốc màu da cam, Pavlyuchenko đã thể hiện một phong độ tốt, anh là tác giả của bàn mở tỉ số, từ đường chuyền của Arshavin. Nga thắng 3-1 chung cuộc và Pavlyuchenko là một trong những cầu thủ chơi hay nhất trận. Tại bán kết, Nga để thua Tây Ban Nha 3-0 và giành huy chương đồng chung cuộc. Kết thúc giải đấu, anh được tiểu ban kỹ thuật UEFA chọn vào danh sách 23 cầu thủ xuất sắc nhất tại Euro 2008.

## Thống kê sự nghiệp

### Câu lạc bộ
| Club                   | season              | league | league    | Cúp quốc gia | Cúp quốc gia | Cúp Liên đoàn | Cúp Liên đoàn | Cúp châu Âu | Cúp châu Âu | Khác | Khác      | Tổng cộng | Tổng cộng |
| Club                   | season              | Trận   | Bàn thắng | Trận         | Bàn thắng    | Trận          | Bàn thắng     | Trận        | Bàn thắng   | Trận | Bàn thắng | Trận      | Bàn thắng |
| ---------------------- | ------------------- | ------ | --------- | ------------ | ------------ | ------------- | ------------- | ----------- | ----------- | ---- | --------- | --------- | --------- |
| Dynamo Stavropol       | 1999                | 31     | 11        | 3            | 0            | -             | -             | -           | -           | -    | -         | 34        | 11        |
| Dynamo Stavropol       | Tổng cộng           | 31     | 11        | 3            | 0            | 0             | 0             | 0           | 0           | 0    | 0         | 34        | 11        |
| Rotor                  | 2000                | 16     | 5         | 1            | 1            | -             | -             | -           | -           | -    | -         | 17        | 6         |
| Rotor                  | 2001                | 28     | 5         | 0            | 0            | -             | -             | -           | -           | -    | -         | 28        | 5         |
| Rotor                  | 2002                | 21     | 4         | 1            | 0            | -             | -             | -           | -           | -    | -         | 22        | 4         |
| Rotor                  | Tổng cộng           | 65     | 14        | 2            | 1            | 0             | 0             | 0           | 0           | 0    | 0         | 67        | 15        |
| Spartak Moscow         | 2003                | 27     | 10        | 5            | 3            | 1             | 2             | 2           | 1           | -    | -         | 35        | 16        |
| Spartak Moscow         | 2004                | 26     | 10        | 2            | 0            | -             | -             | 5           | 3           | 1    | 0         | 34        | 13        |
| Spartak Moscow         | 2005                | 25     | 11        | 1            | 1            | -             | -             | -           | -           | -    | -         | 26        | 12        |
| Spartak Moscow         | 2006                | 27     | 18        | 6            | 0            | -             | -             | 10          | 3           | 1    | 0         | 44        | 21        |
| Spartak Moscow         | 2007                | 22     | 14        | 3            | 0            | -             | -             | 8           | 6           | 0    | 0         | 33        | 20        |
| Spartak Moscow         | 2008                | 14     | 6         | 0            | 0            | -             | -             | 3           | 1           | -    | -         | 17        | 7         |
| Spartak Moscow         | Tổng cộng           | 141    | 69        | 17           | 4            | 1             | 2             | 28          | 14          | 2    | 0         | 189       | 89        |
| Tottenham Hotspur      | 2008–09             | 28     | 5         | 2            | 3            | 6             | 6             | 0           | 0           | -    | -         | 36        | 14        |
| Tottenham Hotspur      | 2009–10             | 16     | 5         | 6            | 4            | 2             | 1             | -           | -           | -    | -         | 24        | 10        |
| Tottenham Hotspur      | 2010–11             | 29     | 10        | 1            | 0            | 1             | 0             | 8           | 4           | -    | -         | 39        | 14        |
| Tottenham Hotspur      | 2011–12             | 5      | 1         | 2            | 1            | 1             | 0             | 6           | 2           | -    | -         | 14        | 4         |
| Tottenham Hotspur      | Tổng cộng           | 78     | 21        | 11           | 8            | 10            | 7             | 14          | 6           | 0    | 0         | 113       | 42        |
| Lokomotiv Moscow       | 2011–12             | 9      | 2         | 1            | 0            | -             | -             | 0           | 0           | -    | -         | 10        | 2         |
| Lokomotiv Moscow       | 2012–13             | 19     | 4         | 1            | 0            | -             | -             | -           | -           | -    | -         | 20        | 4         |
| Lokomotiv Moscow       | 2013–14             | 24     | 6         | 1            | 0            | -             | -             | -           | -           | -    | -         | 25        | 6         |
| Lokomotiv Moscow       | 2014–15             | 20     | 3         | 2            | 0            | –             | –             | –           | –           | –    | –         | 22        | 3         |
| Tổng cộng              | Tổng cộng           | 72     | 15        | 5            | 0            | 0             | 0             | 0           | 0           | 0    | 0         | 77        | 15        |
| Kuban Krasnodar        | 2015–16             | 10     | 2         | 0            | 0            | –             | –             | –           | –           | –    | –         | 10        | 2         |
| Ural Sverdlovsk Oblast | 2016–17             | 21     | 4         | 2            | 0            | –             | –             | –           | –           | –    | –         | 23        | 4         |
| Ararat Moscow          | 2017–18             | 8      | 9         | 2            | 0            | –             | –             | –           | –           | –    | –         | 10        | 8         |
| Tổng cộng sự nghiệp    | Tổng cộng sự nghiệp | 436    | 145       | 42           | 13           | 11            | 9             | 42          | 20          | 2    | 0         | 523       | 187       |

### Bàn thắng cho đội tuyển quốc gia
| #  | Ngày                     | Địa điểm                                        | Đối thủ       | Bàn thắng | Kết quả | Giải đấu                 |
| -- | ------------------------ | ----------------------------------------------- | ------------- | --------- | ------- | ------------------------ |
| 1  | 8 tháng 10 năm 2005      | Sân vận động Lokomotiv, Moscow, Nga             | Luxembourg    | 3 – 1     | 5–1     | Vòng loại World Cup 2006 |
| 2  | 22 tháng 8 năm 2007      | Sân vận động Lokomotiv, Moscow, Nga             | Ba Lan        | 2 – 0     | 2–2     | Giao hữu                 |
| 3  | 17 tháng 10 năm 2007     | Sân vận động Luzhniki, Moscow, Nga              | Anh           | 1 – 1     | 2–1     | Vòng loại Euro 2008      |
| 4  | 17 tháng 10 năm 2007     | Sân vận động Luzhniki, Moscow, Nga              | Anh           | 2 – 1     | 2–1     | Vòng loại Euro 2008      |
| 5  | 28 tháng 5 năm 2008      | Wacker Arena, Burghausen, Đức                   | Serbia        | 2 – 1     | 2–1     | Giao hữu                 |
| 6  | ngày 4 tháng 6 năm 2008  | Wacker Arena, Burghausen, Đức                   | Litva         | 3 – 1     | 4–1     | Giao hữu                 |
| 7  | 10 tháng 6 năm 2008      | Tivoli-Neu, Innsbruck, Áo                       | Tây Ban Nha   | 3 – 1     | 4–1     | Euro 2008                |
| 8  | 18 tháng 6 năm 2008      | Tivoli-Neu, Innsbruck, Áo                       | Thụy Điển     | 1 – 0     | 2–0     | Euro 2008                |
| 9  | 21 tháng 6 năm 2008      | St. Jakob-Park, Basel, Thụy Sĩ                  | Hà Lan        | 1 – 0     | 3–1     | Euro 2008                |
| 10 | ngày 10 tháng 9 năm 2008 | Sân vận động Lokomotiv (Moskva), Moscow, Nga    | Wales         | 1 – 0     | 2–1     | Vòng loại World Cup 2010 |
| 11 | 28 tháng 3 năm 2009      | Sân vận động Luzhniki, Moscow, Nga              | Azerbaijan    | 1 – 0     | 2–0     | Vòng loại World Cup 2010 |
| 12 | 12 tháng 8 năm 2009      | Sân vận động Lokomotiv (Moskva), Moscow, Nga    | Argentina     | 2 – 3     | 2–3     | Giao hữu                 |
| 13 | 5 tháng 9 năm 2009       | Sân vận động Petrovsky, Saint Petersburg, Nga   | Liechtenstein | 2 – 0     | 3–0     | Vòng loại World Cup 2010 |
| 14 | 5 tháng 9 năm 2009       | Sân vận động Petrovsky, Saint Petersburg, Nga   | Liechtenstein | 3 – 0     | 3–0     | Vòng loại World Cup 2010 |
| 15 | 9 tháng 9 năm 2009       | Sân vận động Thiên niên kỷ, Cardiff, Wales      | Wales         | 3 – 1     | 3–1     | Vòng loại World Cup 2010 |
| 16 | ngày 29 tháng 3 năm 2011 | Sân vận động Jassim Bin Hamad, Doha, Qatar      | Qatar         | 1 – 1     | 1–1     | Giao hữu                 |
| 17 | 4 tháng 6 năm 2011       | Sân vận động Petrovsky, Saint Petersburg, Nga   | Armenia       | 1 – 1     | 3–1     | Vòng loại Euro 2012      |
| 18 | 4 tháng 6 năm 2011       | Sân vận động Petrovsky, Saint Petersburg, Nga   | Armenia       | 2 – 1     | 3–1     | Vòng loại Euro 2012      |
| 19 | 4 tháng 6 năm 2011       | Sân vận động Petrovsky, Saint Petersburg, Nga   | Armenia       | 3 – 1     | 3–1     | Vòng loại Euro 2012      |
| 20 | 11 tháng 10 năm 2011     | Sân vận động Luzhniki, Moscow, Nga              | Andorra       | 3 – 0     | 6–0     | Vòng loại Euro 2012      |
| 21 | 8 tháng 6 năm 2012       | Sân vận động Miejski (Wrocław), Wroclaw, Ba Lan | Cộng hòa Séc  | 4 – 1     | 4–1     | Euro 2012                |

## Danh hiệu
- 2003: Cúp quốc gia Nga
- 2006: Vua phá lưới giải ngoại hạng Nga với 18 bàn/27 trận.
- 2007: Vô địch bóng đá ngoại hạng Nga tiếp tục cho người ghi bàn nhiều nhất (14 bàn trong 22 trận)